# A Fish out of Water
A Fish out of Water (titulado Un pez fuera del agua en España y El pez fuera del estanque en Hispanoamérica) es el décimo episodio de la tercera temporada de la serie Padre de familia emitido el 19 de septiembre de 2001 en FOX. El episodio fue calificado para mayores de 14 años y fue el primero en emitirse tras los atentados del 11 de septiembre, día en el que MacFarlane estuvo a punto de coger uno de los aviones secuestrados y que se estrelló contra la torre norte del World Trade Center.
La producción está dirigida por Bert Ring y escrita por Alex Borstein y Mike Henry. Como artistas invitados prestan sus voces a sus respectivos personajes: Michael Chiklis, Ralph Garman, Alfonso Ribeiro, Brian Doyle-Murray y Lisa Wilhoit.

## Argumento
Tras dos semanas sin empleo, Peter se ha vuelto muy obeso y ha entrado en profunda depresión para preocupación de su mujer, que le sugiere que se mueva de vez en cuando. En el puerto contempla maravillado la faena de los pescadores y decide volver al mercado laboral y buscar trabajo como pescador, para ello necesita un barco que adquiere en una subasta policial por 50.000 dólares. Desafortunadamente para él, no tiene bastante dinero para pagar el préstamo que previamente solicitó al banco y su familia corre el riesgo de quedarse en la calle.
Ajeno a lo demás, Lois ve a Meg desolada por no poder ir a las vacaciones de primavera, por lo que Lois decide llevársela de viaje a Warwick, sin embargo, todos los intentos por motivar a su hija son vanos hasta que decide "engañarla" y se la lleva hasta Narragansett donde tiene lugar la fiesta que tanto ansiaba Meg para su sorpresa. No obstante, Lois es la que mejor disfruta del evento hasta que consigue convencer a Meg para que se desmadre hasta que en un momento de euforia se quita la camiseta ante la mirada atónita del público que ven sus atributos. Tal acto hace que las dos sean arrestadas, casualmente, Lois recurre a uno de sus pendientes para forzar las esposas y aprovechan para escapar del coche policía, por lo que finalmente deciden volver a casa a la vez que les siguen de cerca un grupo de veraneantes que tocan el claxon y ovacionan a una de las dos que resulta ser Meg, por lo que decide exhibirse de nuevo.
De vuelta a Quahog, Peter descubre que a su casa se ha mudado una familia. Desesperado, Peter pide ayuda a sus amigos hasta que de pronto aparece Shamus, un pescador con sus extremidades de madera, el cual le sugiere que vaya a pescar a Daggermouth, un enorme y legendario pez conocido por su furia y por el que se paga 50.000 dólares al que lo pesque. Joe, Quagmire y Cleveland deciden acompañarle en su aventura hasta que llegan a una cueva en la que se cree, mora el pez.
Finalmente se topan con el susodicho pez, el cual al dispararle resulta ser un robot diseñado por Salty, un pescador con dotes de ingeniería al que todos creían muerto. Este les explica que hizo correr el rumor de que Daggermouth le había matado para realizar merchandising y negociar con Nickelodeon para la producción de una serie animada. A cambio del silencio de todos, Salty le da a Peter el dinero que tanta falta le hace para devolver el préstamo de la casa, sin embargo y a pesar de que la casa vuelve a ser de los Griffin, la otra familia duerme con ellos.